# Nuestra Belleza México 1996
Nuestra Belleza México 1996 fue la 3.ª edición del certamen Nuestra Belleza México la cual se realizó en el Centro de Convenciones de la ciudad de Cancún, Quintana Roo el domingo 22 de septiembre de 1996. Treinta y dos candidatas de toda la República Mexicana compitieron por el título nacional, el cual fue ganado por Rebeca Tamez de Tamaulipas quien compitió en Miss Universo 1997 en Miami Beach, Florida. Tamez fue coronada por la Nuestra Belleza México saliente Vanessa Guzmán y por la Miss Universo 1996 Alicia Machado de Venezuela, convirtiéndose en la primera tamaulipeca en ir a Miss Universo.
El título de Nuestra Belleza Mundo México 1996 fue ganado por Yessica Salazar de Jalisco quien compitió en Miss Mundo 1996 en India logrando colocarse dentro del Top 10. Salazar fue coronada por la Nuestra Belleza Mundo México saliente Alejandra Quintero, convirtiéndose en la cuarta jalisciense en ir a Miss Mundo.

## Resultados
| Posición                    | Candidata |
| Nuestra Belleza México 1996 | - Tamaulipas - Rebeca Tamez |
| 1.ª Finalista               | - Veracruz - Ileana Fomperosa |
| 2.ª Finalista               | - Chihuahua - Banelly Carrasco |
| 3.ª Finalista               | - Distrito Federal - Ivette Benavides |
| 4.ª Finalista               | - Querétaro - Iveth García |
| 5.ª Finalista               | - Sinaloa - Gloria Chávez |
| Top 16                      | - Chiapas - Gmelina Coutiño - Durango - Brenda Alcantar - Jalisco - Yessica Salazar - Nayarit - Tania Vázquez - Nuevo León - Elena Martínez - Oaxaca - Karina Román - Quintana Roo - Ana Ivette Zelaya - Sonora - Mirna Miranda - Yucatán - Lyndia Quiroz - Zacatecas - Sonia García |

## Áreas de competencia

### Semifinal: Nuestra Belleza Mundo México
La competencia semifinal y elección de "Nuestra Belleza Mundo México" se realizó en el Parque Xcaret de Playa del Carmen, Quintana Roo el 12 de septiembre, una semana antes de la competencia final. Previo al final del evento, todas las candidatas compitieron en traje de baño y traje de noche como parte de la selección de las 16 candidatas quienes pasarían directamente al Top 16. El nombre de las 16 concursantes fue revelado durante el inicio en vivo del evento final. La conducción del evento estuvo a cargo de Marco Antonio Regil.
La ganadora de Nuestra Belleza Mundo México 1996 fue Yessica Salazar de Jalisco quien compitió en Miss Mundo 1996 en India. El evento fue la 1.ª edición del concurso "Nuestra Belleza Mundo México" como concurso oficial donde de manera individual se elige a la representante de México para Miss Mundo. La ganadora de este evento participó en la competencia final. La parte musical fue amenizada por Manuel Mijares, José Luis Rodríguez "El Puma y Paul Anka.
| Posición                          | Candidata                             |
| Nuestra Belleza Mundo México 1996 | - Jalisco - Yessica Salazar           |
| 1.ª Finalista                     | - Veracruz - Ileana Fomperosa         |
| 2.ª Finalista                     | - Distrito Federal - Ivette Benavides |
| 3.ª Finalista                     | - Chihuahua - Banelly Carrasco        |
| 4.ª Finalista                     | - Querétaro - Iveth García            |

#### Jurado Preliminar
Estos son los miembros del jurado preliminar, que eligieron al Top 16 durante la competencia semifinal, luego de ver a las candidatas en privado durante entrevistas y pasarela en traje de baño y gala:
- Miriam Sommers - Coordinadora y diseñadora de moda
- Víctor Bucardo - Director de la marca Ponds
- Glenda Reyna - Directora de Glenda Models
- César Évora - Actor de televisión
- Sarah Bustani - Diseñadora de modas
- Oscar Madrazo - Director de Contempo Models
- Leticia Calderón - Actriz de televisión

### Final
La gala final fue transmitida en vivo a través del Canal de las Estrellas para todo México desde el Centro de Convenciones de la ciudad de Cancún, Quintana Roo el domingo 22 de septiembre de 1996. La conducción del evento estuvo a cargo de Raúl Velasco dentro del programa dominical Siempre en domingo.
El grupo de 16 semifinalistas se dio a conocer durante la competencia final.
- Las 16 semifinalistas desfilaron en una nueva ronda en traje de baño y vestido de noche, posteriormente 10 de ellas fueron eliminadas.
- Las 6 finalistas se sometieron a una pregunta final y posteriormente dieron una última pasarela, donde el panel de jueces consideró la impresión general que dejó cada una de las finalistas para votar y definir posiciones finales.

#### Jurado Final
Estos son los miembros del jurado que evaluaron a las concursantes:
- Helena Rojo - Actriz de televisión
- Raúl di Blasio - Pianista
- Amina Blancarte - Nuestra Belleza Sinaloa 1994 y Nuestra Belleza Internacional 1995
- Víctor Bucardo - Director de la marca Ponds
- Rebecca de Alba - Señorita México Internacional 1985, modelo y presentadora de televisión
- Carlos Ponce - Cantante y actor de televisión
- Dayanara Torres - Miss Universo 1993
- Oscar Blancarte - Cineasta
- Elsa Aguirre - Actriz de televisión

#### Entretenimiento
- Intermedio: Alejandra Guzmán
- Intermedio: Emmanuel
- Intermedio:Chayanne

### Premios Especiales
| Premio                    | Candidata                   |
| Nuestra Belleza Fotogenia | - Tamaulipas - Rebeca Tamez |
| Piel Hinds                | - Tamaulipas - Rebeca Tamez |
| Mejor Sonrisa             | - Querétaro - Iveth García  |

## Candidatas
| Estado              | Candidata                           | Edad | Residencia       |
| Aguascalientes      | María del Pilar Magallanes Pérez    | 18   | Aguascalientes   |
| Baja California     | Karla Baeza Noriega                 | 18   | Mexicali         |
| Baja California Sur | Guadalupe Castillo Celaya           | 18   | La Paz           |
| Campeche            | Liliana Rendis Buenfil              | 23   | Campeche         |
| Chiapas             | Gmelina Coutiño Glauner             | 18   | Tapachula        |
| Chihuahua           | Banelly Carrasco Loya               | 19   | Chihuahua        |
| Coahuila            | Martha Elena Padilla Galarza        | 21   | Torreón          |
| Colima              | Alma Alicia de la Torre Robledo     | 20   | Colima           |
| Distrito Federal    | Ivette Benavides Rojas              | 23   | Ciudad de México |
| Durango             | Brenda Elena Alcantar Díaz          | 22   | Durango          |
| Estado de México    | Maricela del Carmen Fernández Tovar | 18   | Toluca           |
| Guanajuato          | Liliana de Anda Gómez               | 21   | Celaya           |
| Guerrero            | Nancy Karina Béjar Bernal           | 21   | Chilpancingo     |
| Hidalgo             | Isela Eréndira Ruíz Castañeda       | 19   | Pachuca          |
| Jalisco             | Yessica Salazar González            | 21   | La Barca         |
| Michoacán           | Verónica Martínez Pérez             | 21   | Apatzingán       |
| Morelos             | Ana Paula Castañares de los Cobos   | 18   | Cuernavaca       |
| Nayarit             | Tania Elizabeth Vázquez Pérez       | 19   | Acaponeta        |
| Nuevo León          | Blanca Elena Martínez de la Fuente  | 19   | Monterrey        |
| Oaxaca              | Karin Román Peillet                 | 18   | Huajuapan        |
| Puebla              | María del Pilar Ariadna Romo Durand | 22   | Puebla           |
| Querétaro           | Hortensia Iveth García Frías        | 19   | Querétaro        |
| Quintana Roo        | Ana Ivette Zelaya Espinoza          | 20   | Cancún           |
| San Luis Potosí     | Gloria de la Garza Hernández        | 19   | San Luis Potosí  |
| Sinaloa             | Celia Gloria Chávez Carrasco        | 23   | El Rosario       |
| Sonora              | Mirna Irene Miranda Torres          | 21   | Nogales          |
| Tabasco             | Alejandra Rodríguez Bustamante      | 19   | Villahermosa     |
| Tamaulipas          | Rebeca Lynn Tamez Jones             | 20   | Ciudad Victoria  |
| Tlaxcala            | María Luisa Orozco Aréchiga         | 18   | Tlaxcala         |
| Veracruz            | Ileana Fomperosa Chavarín           | 21   | Córdoba          |
| Yucatán             | Lyndia Quiroz Zavala                | 19   | Mérida           |
| Zacatecas           | Sonia García Ramírez                | 21   | Juan Aldama      |

## Crossovers
| Miss Universo - 1997: Tamaulipas - Rebeca Tamez Miss Mundo - 1996: Jalisco - Yessica Salazar (Top 10) Miss Atlántico Internacional - 2000: Chiapas - Gmelina Coutiño Reinado Internacional del Café - 1997: Chihuahua - Banelly Carrasco Miss Caraïbes Hibiscus - 1996: Quintana Roo - Ivette Zelaya Miss Costa Maya International - 1997: Nayarit - Tania Vázquez Miss Verano Viña del Mar - 1996: Chihuahua - Banelly Carrasco | Miss Young Caribbean & American - 1994: Chiapas - Gmelina Coutiño (Ganadora) Nuestra Belleza Internacional - 1996: Nuevo León - Elena Martínez Señorita Continente Americano - 1997: Tamaulipas - Rebeca Tamez (Ganadora) Reina del Carnaval de Campeche - 1996: Campeche - Liliana Rendis (Princesa) Reina del Carnaval de Mazatlán - 1994: Sinaloa - Gloria Chávez (Ganadora) Reina de la Feria de San Marcos - 1996: Aguascalientes - Pilar Magallanes (Princesa) |